# Kaschgar (Fluss)
Der Kaschgar (chinesisch 喀什噶尔河, Pinyin Kāshígá’ĕr Hé; uigurisch قەشقەر دەرياسى, Yengi Ⱪəxⱪər dəryasi) ist ein 765 km (einschl. Oberlauf Kysylsuu) langer Fluss im Uigurischen Autonomen Gebiet Xinjiang im Nordwesten der Volksrepublik China.
Das Quellgebiet des Kysylsuu bzw. Kirzlesu liegt an der Nordflanke der Transalai-Kette in Kirgisistan. Der Fluss verläuft von dort ostwärts und passiert die nach ihm benannte Stadt Kaschgar in der zugehörigen Oase, der größten in China, und den Regierungsbezirk Kaschgar. Erst unterhalb der Großstadt Kaschgar heißt der Fluss »Kaschgar«. Er verläuft dann im Nordwesten der Wüste Taklamakan im nach dem Tarim benannten Tarimbecken bis zu seinem Zusammenfluss mit dem Yarkant südlich von Aksu.